# مارسيل تيسيران
مارسيل جاني إيميل تيسراند (بالفرنسية: Marcel Tisserand) (مواليد 10 يناير 1993 في مو، فرنسا) هو لاعب كرة قدم من جمهورية الكونغو الديمقراطية، يلعب كمدافع مع نادي الاتفاق السعودي.

## روابط خارجية
- مارسيل تيسيران على موقع الاتحاد الأوربي (الإنجليزية)
- مارسيل تيسيران على موقع اتحاد تركيا (لاعب) (الإنجليزية)
- مارسيل تيسيران على موقع قاعدة بيانات كرة القدم.إي يو (الإنجليزية)
- مارسيل تيسيران على موقع ليكيب (الفرنسية)
- مارسيل تيسيران على موقع ناشيونال فوتبول تيمز (الإنجليزية)
- مارسيل تيسيران على موقع Soccerway.com (الإنجليزية)
- مارسيل تيسيران على موقع عالم كرة القدم.نت (الإنجليزية)
- مارسيل تيسيران على موقع AS.com (الإسبانية)